# رنو (خواننده)
رنو (فرانسوی: Renaud‎؛ زاده ۱۱ مهٔ ۱۹۵۲) خواننده، موسیقی‌پرداز و بازیگر اهل فرانسه است که از سال ۱۹۷۵ میلادی تاکنون مشغول فعالیت بوده‌است.